# Шурі
Шурі (рум. Șuri) — село у Дрокійському районі Молдови. Адміністративний центр однойменної комуни, до складу якої також входить село Шурій-Ной.

## Населення
За даними перепису населення 2004 року у селі проживали 3964 особи.
Національний склад населення села:
| Національність       | Кількість осіб | Відсоток   |
| -------------------- | -------------- | ---------- |
| молдавани румуни     | 3907 24        | 98,6% 0,6% |
| росіяни              | 20             | 0,5%       |
| цигани               | 9              | 0,2%       |
| українці             | 3              | 0,1%       |
| інша / без відповіді | 1              | < 0,1%     |
| Всього               | 3964           | 100%       |